# Пино Лаго Мађоре (Варезе)
Пино Лаго Мађоре је насеље у Италији у округу Варезе, региону Ломбардија.
Према процени из 2011. у насељу је живело 155 становника. Насеље се налази на надморској висини од 293 м.